# Sophie Brentano

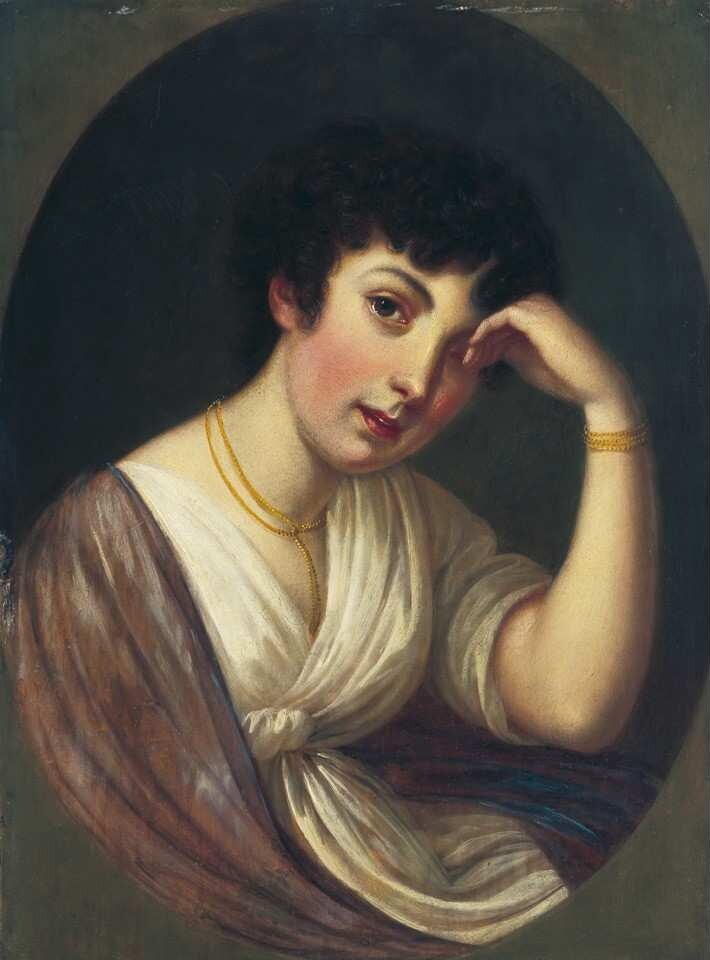
Sophie Brentano, unbekannter Künstler, um 1798/99, Öl auf Holz, 28, 7 × 21,0 cm, Frankfurter Goethe-Museum

Marie Sophie Therese Brentano (* 15. August 1776 in Ehrenbreitstein; † 19. September 1800 auf dem Gut von Christoph Martin Wieland in Oßmannstedt) war eine Schwester des deutschen Schriftstellers Clemens Brentano. Sie war die älteste Tochter des wohlhabenden Frankfurter/lombardischen Handelsherrn und kurtrierischen Geheimrates Peter Anton Brentano und seiner zweiten Ehefrau Maximiliane von La Roche, einer Freundin von Johann Wolfgang von Goethe.

## Leben
Als Vierjährige verlor Sophie Brentano durch einen Unfall beim Spielen ein Auge, wurde aber dennoch stets als sehr schönes Mädchen beschrieben und bewundert. Sie war die Lieblingsschwester ihres Bruders Clemens Brentano. Wohl zur Entlastung ihrer Mutter wurden Sophie und ihr Bruder Clemens von 1784 bis 1786 von ihrer Tante Luise Möhn, geborene von La Roche (1759–1832), in Koblenz erzogen. Dies geschah ohne große Anteilnahme der Tante, die unter ihrem trinkenden und gewalttätigen Ehemann, dem Hofrat Christian Möhn, litt. Die Geschwister klagten später sehr über diese Zeit. Zurück in Frankfurt, fiel ihr als ältester Tochter die Aufsicht über ihre zahlreichen Schwestern wie Kunigunde (genannt Gunda), Catharina Elisabetha (genannt Bettina), Maria Catharine (genannt Lulu) sowie Magdalena (genannt Meline) zu. Besonders ihre Schwester Bettina Brentano und ihr Bruder Clemens Brentano erlangten Ruhm und Anerkennung.
Sophie Brentano blieb zeitlebens unverheiratet, obwohl sich mehrere Gelegenheiten für sie ergaben. 1797 lehnte sie die Werbung des Bankiers Johann Jakob Willemer ab. Später lernte sie in Wien im Haus von Nathan Adam von Arnstein den Grafen Joseph Anton Franz von Herberstein-Moltke (1757–1816) kennen, mit dem sie sich verlobte. Die Hochzeit kam aber auch deshalb nicht zustande, da sie nicht standesgemäß gewesen wäre. Auch die Bekanntschaften mit dem Bankier Simon Moritz Bethmann und Franz Christian Lersé (1749–1800), Goethes Jugendfreund, blieben letztendlich nur Episoden in ihrem Leben.

## Zeit auf Gut Oßmannstedt

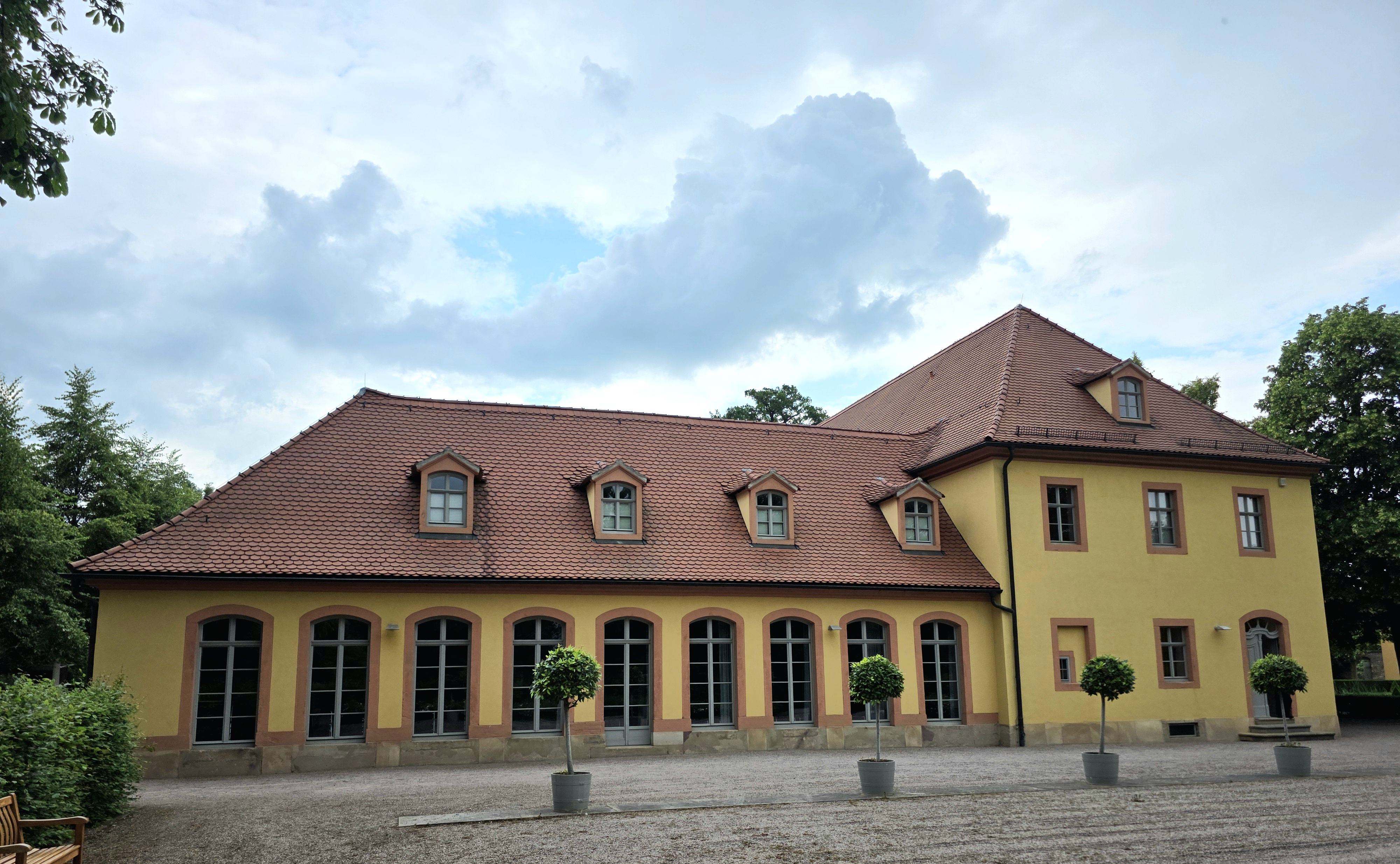
Wielandgut Oßmannstedt

Eine besondere Beziehung hatte sie zu ihrer Großmutter Sophie von La Roche, die sie mehrmals zu Besuchen zu ihrem ehemaligen Verlobten Christoph Martin Wieland nach Weimar und auf dessen Gut in Oßmannstedt zwischen Weimar und Apolda mitnahm. Er hatte auf ihren Wunsch auch einen der leiblichen Söhne der Großmutter, Fritz von La Roche (1757 bis nach 1814), eine Zeitlang erzogen. Sophie lernte bald einen erlesenen Kreis von Wissenschaftlern und Künstlern kennen. So waren unter anderem häufig die Herzogin Anna Amalia, Goethe, das Ehepaar Maria Karoline und Johann Gottfried Herder, Jean Paul, Heinrich von Kleist und der Verleger Georg Göschen anwesend. Der über 64-jährige Wieland empfand bald eine innige Freundschaft zu der 23-jährigen Sophie. Der Briefwechsel zwischen beiden ist erhalten und wurde veröffentlicht. 
Ihren letzten Sommer verbrachte Sophie auf Gut Oßmannstedt, wo sie Anfang September an Nervenfieber erkrankte, das von Herders ältestem Sohn Gottfried Herder ärztlich behandelt wurde. Ihre Pflege übernahmen ihre Schwester Kunigunde und ihre Frankfurter Freundin Charlotte Servière (1773–1862). Sie verstarb mit nur 24 Jahren am 19. September 1800; als Todesursache wird Typhus oder auch Hirnhautentzündung vermutet.
Am 29. September schrieb Wieland an Georg Göschen:

„Sophie Brentano, das liebenswürdigste u[nd] interessanteste Mädchen von 24 Jahren, das vielleicht der Erdboden trug, wurde, nachdem sie uns durch ihren Aufenthalt bey uns, vom 21. Juli an eine Reihe paradisiescher Tage geschenkt hatte, am 3ten September von einer der sonderbarsten und verwickelsten Nervenkrankheiten befallen, die sich in wenig Tagen als gefährlich ankündigte, mit jedem Tage trostlosere Symptome zeigte, und ungeachtet aller ersinnlichen angewandten Hülfe der vorzüglichen in solchen Fällen leider! wenig vermögenden Heilkunst, in der Mitternachtsstunde des 19ten September in Gegenwart ihrer Schwester Gunda [...],mit dem Tode endigte. Was wir in diesen trübseligen 16 Tagen erfahren u[nd] erlitten, möge Ihnen ihre eigene Einbildungskraft u[nd] Ihr eigenes Herz sagen, liebster Göschen! Die Hülse, die der entfliehende Engel zurückließ, ruht nun in einem stillen Plätzchen meines durch sie geheiligten Gartens.“

## Grabstätte

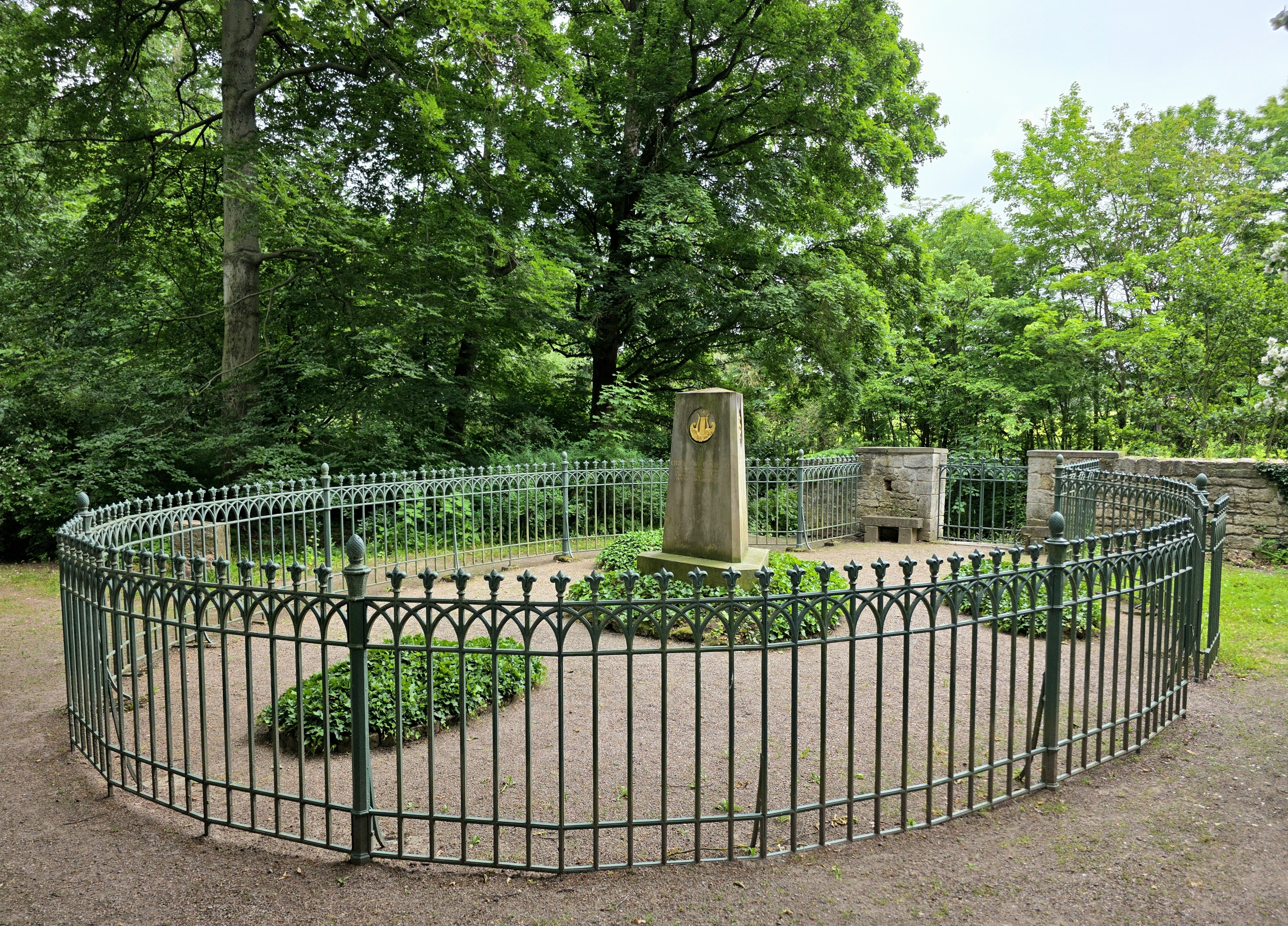
Die Grabstätte der Eheleute Wieland und von Sophie Brentano im Park von Gut Oßmannstedt

Ihr Gedenken war dem Ehepaar Wieland so wichtig, dass sie auf Gut Oßmannstedt neben dem Ehepaar beigesetzt wurde. Ein 1807 von Carl Gottlieb Weisser aus Seeberger Sandstein errichtetes Denkmal erinnert noch heute die Besucher an Sophie Brentano. Die umlaufende Inschrift auf dem Stein, ein Distichon, lautet: Liebe und Freundschaft umschlang die verwandten Seelen im Leben, und ihr Sterbliches deckt dieser gemeinsame Stein. Auch hier wird nochmals die Relevanz Sophie Brentanos für den Dichter Wieland deutlich. Der platonische Hintergrund ist nicht zu übersehen, handelt es sich doch um eine idealistische Liebe, mit teils verklärenden Zügen. Deutlich wird dies in einem Brief Wielands an Karl August Böttiger vom 3. Oktober 1800. Dort heißt es:

„Noch immer, lieber Böttiger kann ich den Verlust des Lieblings meiner Seele nicht verschmerzen. Was ich an diesem Engel verlohren habe ist unersetzlich. [...] Der Platz, wo die Hülse der schönsten weiblichen Seele, die jemahls auf Erden erschien, verborgen liegt, soll soviel möglich abgesondert, geheiligt und dem stillen süßen Schmerz der Erinnerung, aber auch zugleich dem herzerhebenden Vorgefühl der besseren Zukunft gewidmet werden. Es sollte [...] das heimlichste, aber das anziehendste Plätzchen meines Gartens werden. Wollte Gott, ich könnte es so anmuthig machen, daß es ihren Geist selbst anlocken könnte, es in Feierstunden der untergehenden Sonne oder stillheiterer Mondnächte zu besuchen und seine liebliche Gegenwart durch ein sanftels Säuseln unter den Silberpappeln zu offenbaren.“

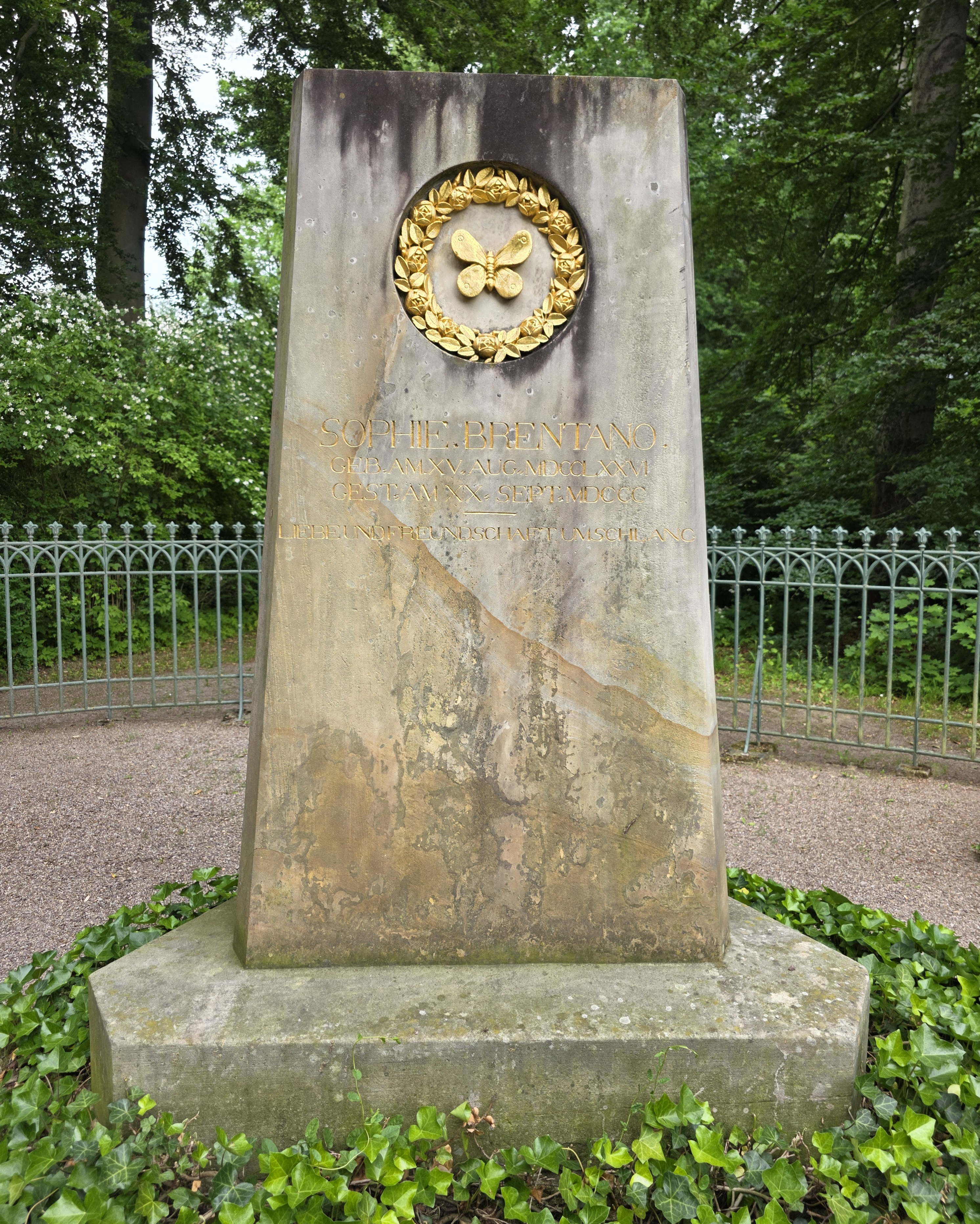
Die Grabplatte von Sophie Brentano, dargestellt ist ein Schmetterling als Symbol der Psyche (Seele) in einem Rosenkranz

Das Grabmal wurde als dreiseitiger Obelisk mit abgefassten Kanten ausgeführt, der auf einem breiteren Sockel ruht. Auf jeder Fläche befindet sich jeweils der Name, die Lebensdaten und ein Relieftondo mit einem Symbol für die jeweilige Person. Für Sophie Brentano ist es ein Schmetterling im Rosenkranz, für Anna Dorothea Wieland ein Eichenlaubkranz mit verschlungenen Händen, und für Christoph Martin Wieland ist dies eine geflügelte Lyra mit Stern. Vor den drei personalisierten Seiten des Monuments liegen die dazugehörigen Gräber, welche mit Steinen eingefasst und mit Efeu bedeckt sind. Das grünliche Eisengitter wurde von Clemens Wenzeslaus Coudray entworfen und 1827 aufgestellt. Dieser Obelisk stellt eines der frühen erhaltenen Grabmale dieser Form in Deutschland dar, die als ein Bestandteil der Gartengestaltung errichtet wurden. 
Arno Schmidt besuchte 1958 die Grabstätte und schrieb: Ich habe manche Stunde dort gesessen, ganz im Grünen, im schlichten eisernen Gitterkreis. Wenige Meter entfernt, unter Büschen, fließt die rührend schmale Ilm in einer Auswärtskurve vorbei – es ist schon eines unserer Nationalheiligtümer, nach dem jeder einmal im Leben wallfahrten sollte."
2003 ermöglichte die Hamburger Stiftung zur Förderung von Wissenschaft und Kultur von Jan Philipp Reemtsma mit umfangreichen Geldmitteln eine Sanierung.